# ラウンドロック (テキサス州)
ラウンドロック（英: Round Rock）は、アメリカ合衆国テキサス州のウィリアムソン郡にある都市。人口は11万9468人（2020年）。州都オースティンの北30キロメートルに位置しており、州道45号線を市境として両市は接している。市域の一部はトラビス郡に跨っている。
ラウンドロックはバルコーンズ断崖の両側に跨っている。これは1つの断層線であり、州間高速道路35号線より東の地域はほぼ平坦で、黒く肥沃な土壌のブラックランド・プレーリーとなり、断崖の西側は大半が丘陵性の表土が薄く標高が高いカルストのような地形であり、テキサス・ヒル・カントリーの一部となっている。
2008年8月の雑誌「マネー」では、ラウンドロックがアメリカの住みたい都市第7位に挙げられた。この評価は、ラウンドロックの世帯当たり年間収入中央値85,809ドル、2000年から2007年の間の就職機会成長率45.15%（全国平均は18.6%）という推計値に基づいていた。テキサス州内で10位以内に入ったのはラウンドロックだけだった。2009年7月1日付けCNNの記事に拠れば、ラウンドロックの人口成長率は8.2%であり、国内第2位に位置付けた。
ラウンドロックは公共教育で定評がある。2008年のテキサス州教育機関による格付けでは、ラウンドロック独立教育学区が州内最良の学区とされた。この教育学区内にある42の学校のうち、12校が模範校に、11校が評価校に格付けされた。学術的に非承認とされた学校は無かった。
ラウンドロックは国際企業デルの本社がある町として知られている。デルのラウンドロックにある施設では約16,000人が雇用されている。デル社やその他大きな雇用主が市内にあることで、強力な経済開発計画と好都合な税率が設定でき、さらにイケアのような大手小売業とプレミアム・アウトレット・モールができたことで、ラウンドロックはオースティンの眠ったようなベッドタウンから自己完結型の「スーパー郊外都市」（エッジ・シティ）に変質してきた。

## 歴史

### 前史

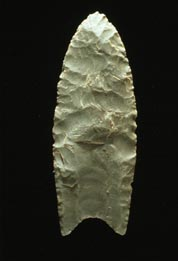
クローヴィス・ポイント、およそ11,500年前の遺跡から出土

ラウンドロックとウィリアムソン郡は少なくとも紀元前9200年以降人類が居住していた。この地域で最も初期の住人と分かっているのは更新世（氷期）後期のことであり、紀元前9200年（11,200年前）頃のクローヴィス文化に結びつけられている。これは研究が進んだゴールト遺跡で発見された事実に基づいている。
近年の最も重要な発見は、「リアンデルタールのレディ」と呼ばれる人骨である。これはその年代とテキサス州リアンダーの近くで発見されたのでこう名付けられた。遺跡はラウンドロックからに西に4マイル (6 km) にあり、新しい高規格道路を建設するために地質サンプルをドリリングしていたテキサス州交通部の作業員が偶然見付けた。この遺跡の調査は長年にわたって広範に行われ、炭素年代測定法により、約11,500年前（紀元前9500年）の更新世と特定された。前史時代および古期の開放的宿営地の遺跡もラウンドロックのブラッシー・クリークやジョージタウンのサンガブリエル川など郡内の水流に沿って見つかっている。これら古代遺跡の考古学調査により、焼けた岩の貝塚から発見された遺物と燧道具に基づき古期住人の証拠が大量に示されている。
「歴史的な」アメリカ先住民として最も初期のものとされているのはトンカワ族であり、燧石を使い、足でバッファローを追い、時には狩りのために草原に火を点けることもあった狩猟民だった。18世紀には馬を使うようになり、限られた範囲で火器も使った。白人開拓者が入ってくるようになった後、コマンチェ族は1860年代まで郡内の開拓地を襲い続けた。白人による開拓初期には、少数のカイオワ族、ヨジュアン族、タワコニ族およびメイアイ族インディアンが郡内に住んでいた痕跡もある。19世紀後半、インディアンはテキサス州中部から追い出された。
この地域がイギリス系アメリカ人の田園社会に発展するにつれて、新しい舗装道路の幾つかはインディアンが使っていた道を辿っていた。有名な移民の道がラウンドロックを抜けており、馬に乗った者が2人並んで通れるだけの広さがあったので、「ダブルファイル・トレイル」と呼ばれている。この道はテキサス州北部からジョージタウンでサンガブリエル川を、ラウンドロックでブラッシー・クリークを、さらにオースティンでコロラド川を渉る長い道の一部である。ラウンドロック教育学区にある1つの小学校はこの道に因んでダブルファイル・トレイル小学校と名付けられている。

### 近代史
1851年、ブラッシー・クリークの岸に小さな社会が形成された。その近くにはクリークの中央に大きくて丸く金床の形をした岩があった。この丸い岩は荷車、馬、牛がクリークの中程を渉るときに都合の良い低水位の場所を示していた。初代の郵便局長はこの社会をブラッシーと呼び、クリークはブラッシー・クリークと呼ばれた。しかし1854年、郵便局長の助言でこの小さな開拓地はこのとき有名になっていた丸い岩に因んでラウンドロックと改名された。南北戦争後、ジェシー・チザムが牛の群れを率いて南テキサスからラウンドロックを通りカンザス州アビリーンに向かい始めた。丸い岩の所でブラッシー・クリークを渉るこの経路はチザム・トレイルと呼ばれるようになった。当時のセントチャールズホテルなど古い建物の大半が今でも保存されている。この歴史地区は現在「オールドタウン」と呼ばれている。

#### サム・バスの時代 - 1870年代
ラウンドロック中心街は、1878年7月19日、19世紀アメリカの列車強盗サム・バスがテキサス・レンジャーと歴史的な銃撃戦を行いその後に捕まえられた（その後に死んだ）場所だった。バスとその一味はフォートワースからクレバーンに向かう列車の強盗を行った後、テキサス・レンジャーに追跡された。バスはラウンドロックに向かい、逃亡しようとして、テキサス・レンジャーのジョージ・ハロルドとリチャード・ウェア軍曹との銃撃戦になり撃たれて死んだ。ウェアの近くには有名な詐欺師のソーピー・スミスとその従兄弟エドウィンがおり、ウェアが撃つところを目撃した。ソーピーは「お前が彼を撃ったと思う」と叫んだ。この事件を地元では「サム・バスの銃撃戦」と呼んでいる。この銃撃戦は毎年7月4日の独立記念日にオールドセトラーズ公園での「開拓の日々」祭で再現されている。バスは「オールドタウン」の北西サム・バス道路沿いのラウンドロック墓地に埋葬されている。当初の墓碑はラウンドロック公共図書館に展示されている。

#### 綿花
20世紀前半、郡は綿花畑から富を得るようになった。州間高速道路35号線の東では綿花、穀物、ブドウおよび市場向け野菜が主たる生活の種だった。バルコーンズ断崖の西では牧場主達が牛、羊および少量ながら山羊を飼育していた。地元では「黒い蝋」とも呼ばれた（ここの土壌には粘土が多く含まれている）ラウンドロック周辺の肥沃な黒土プレーリーがあるために、当時は綿花が最大の経済推進力になった。この土壌と気候があることで、この地域は農業生産に理想的な所だった。ラウンドロックの東にあるテイラーでは、コットンジンで綿花の種が取られ、樽に圧縮して詰められ、列車に荷積みされるという綿花産業の中心になった。オースティンも1870年代に鉄道が伸びてくるとやはり綿花産業の中心になった。綿花の生産と牛の飼育は現在かなり小さな規模にはなったが、主にラウンドロック東部で続いている。

#### チザム・トレイル・クロッシング公園
チザム・トレイルの有名な渡し場という歴史遺産を保護するために、チザム・トレイル・クロッシング公園が開発され、チザム牛追いでラウンドロックが果たした歴史的な役割を再現して観光客を楽しませている。公園にある記念銘板では、ラウンドロックの歴史を説明している。ラウンドロック市は、4頭の雄牛と開拓者の婦人ハッティ・クラックおよびその息子エミットの青銅製彫刻を市民の寄付で制作した。この彫像はチザム・トレイルの渡しがあった場所に置かれラウンドロックの歴史を表現している。これに18ないし20頭の青銅製彫刻を追加する計画がある。

#### オールドセトラーズ協会
南北戦争が終わると、南軍退役兵の集団がウィリアムソン郡の古い開拓者とその子孫のために、1904年8月27日にジョージタウンで同窓会を開いた。その招待状には「良い音楽、豊富な食べ物、さらには暖かい歓迎」を約束していた。この行事は成功を収め、それ以来現在ではオールドセトラーズ協会と呼ばれる同窓会組織が毎年開催されている。ジョージタウンで先ず開催された後、会場はラウンドロックに移り、最終的にはラウンドロック市内東部の州道79号線近く、パーム・バレーのオールドセトラーズ公園前に、3棟の再建された丸太小屋とともに協会の建物が建設された。組織の会員は全て1904年以前のウィリアムソン郡住人の子孫だった。オールドセトラーズ協会には約50人の活動会員がおり、総会員数は300人である。オールドセトラーズ協会は現在社会活動と教育のための集団になっており、社会活動の他に歴史的に重要な情報や事実を収集し保存することを目的にしている。協会の施設は、集会、芸術・工芸品・収集品の展示会、行事、パーティ、結婚式およびリハーサルディナーに貸し出されている。調理や出前のための設備も使うことができる。

#### 州間高速道路35号線の経済効果
1950年代、郡内では綿花生産と出荷の中心であり、人口も多かったテイラーの町が経済の中心だった。当時計画された州間高速道路体系の一部である州間高速道路35号線は、ダラスからオースティンに向かう途中でテイラーを通るものと予測されていた。実際に高規格道路コミッショナーのデウィット・グリアが描いた当初の計画では、テイラーを抜ける「地域間」高規格道路が入っていた。テイラーの市民や指導者がテイラーを通るルートに反対するロビー活動を行った。彼等は農地を失うことから、通行権という欲しくないものが発生すること（このとき提案された通行権は幅90メートルというそれまで聞いたこともないようなものだった）、農夫の家と農場が道路を隔てて切り離されること、交通の騒音が発生すること、および田園生活が失われることまで、様々な理由を言い立てて反対した。誰も「地域間高規格道路」がどのようなものかを知る者はいなかった。彼等はその代わりに産地市場直結道路の改良とオースティンに到る「エアラインハイウェイ」（真っ直ぐな道路）の建設を望んだ。
一方、ラウンドロックの指導者達は高規格道路がもたらす潜在的な経済開発機会に焦点を当てて、その道路が自分達の町を通ることを望んだ。当時の誰も（ドイツに旅してアウトバーンを見たことが無ければ）「州間高速道路」という道路を見たこともなかったが、当時の市長ルイス・ヘンナは高規格道路委員会にラウンドロックを通るルートについて懸命な請願を行った。1956年6月、州間高速道路の形態、予算および経路に関する15年間におよぶ議論に決着を見た。ラウンドロックが熱心にロビー活動を行い、テイラー市民の反感を買うことを望まなかったことで、経路は最終的に変更され、この道路はラウンドロックを通るバルコーンズ断層線の縁に沿って建設された。しかし、正確な経路は「オールドタウン」を切断し、その西の極最近に「中心街」となった地域を通るものだったにもかかわらず何の反対も無かった。この州間高速道路はラウンドロックを発展しうる活動的な経済中心に変えた。この道路ができたことと、主要産物として綿花の重要性が衰退したことにより、テイラーは人口の少ない小さ質素な町であるのに対し、ラウンドロックは繁栄して郡内最大の都市まで急拡大し、デル・コンピュータや大型小売りセンターのような事業を引き寄せた。ラウンドロックの変遷はリンダ・スカーボロー（ウィリアムソン郡サン紙の発行者）の著書『道、川およびオールドボーイの政治：農場からスーパー郊外都市に到るテキサスの郡部が選んだ道』（テキサス州歴史出版社発行）に詳しい。

#### ベッドタウンとしての生活
1990年代までにラウンドロックはその雇用される住民の大多数がオースティンで働き、家屋や土地がそれほど高くないラウンドロックやジョージタウンのような場所にある家に戻ってくるベッドタウンとしての機能が主流になっていた。家屋や土地は現在でも比較的安い所がある。1990年代には大規模雇用主がほとんどなく、地元の小売店やサービス業、あるいは牧場や農業以外の仕事はほとんどなかった。しかし、1990年代後半、その状況が変化し始め、市と商工会議所にとって経済開発が大きな関心事になった。デル・コーポレーション（後にデルに改名）がその本社をラウンドロックに移転させ、16,000人というかなりの就業機会を市に提供した。その他にも大企業が多くの市民の住んでいるのと同じ社会で働く機会を提供した。

## 地理

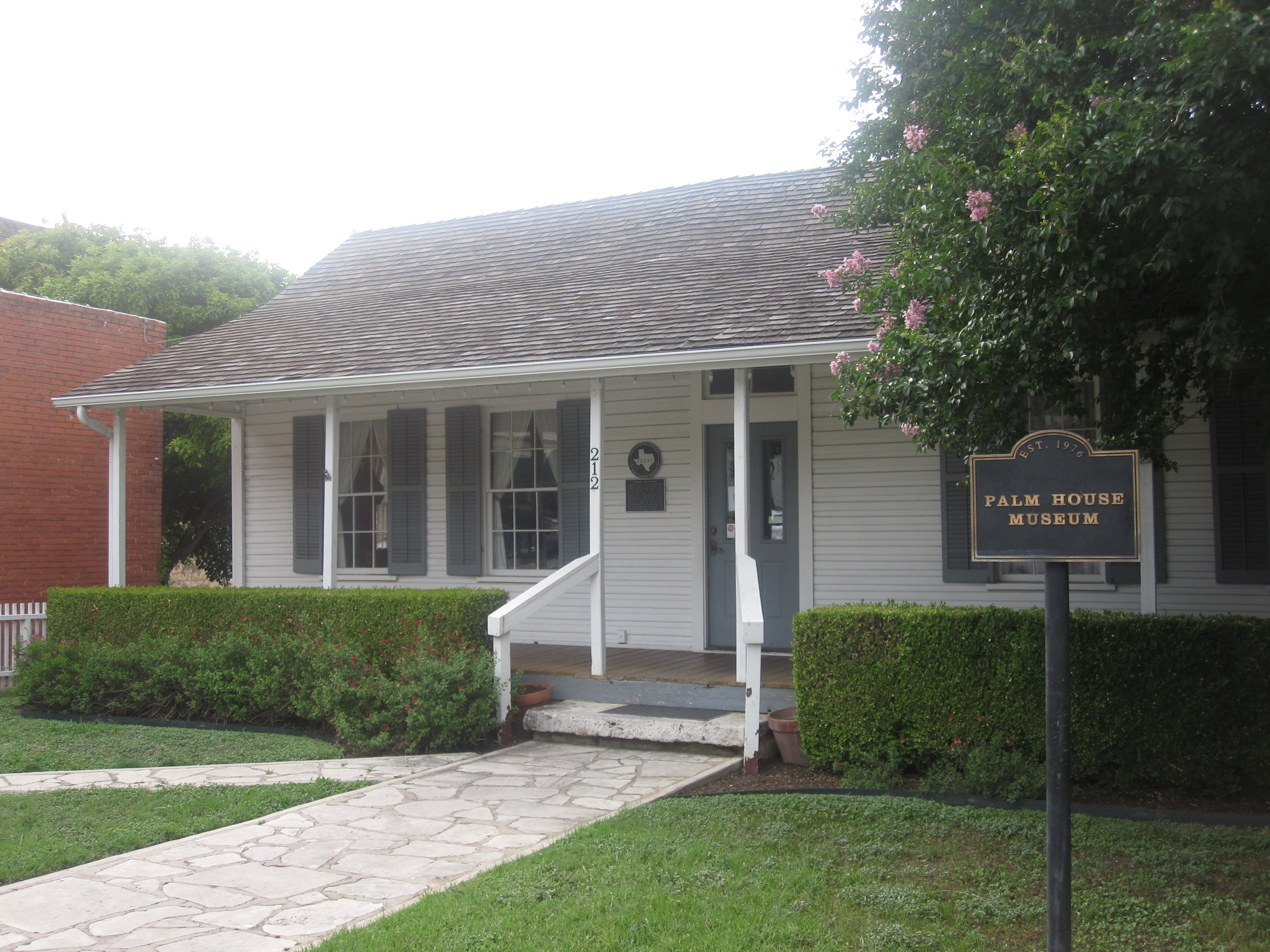
パームハウス博物館

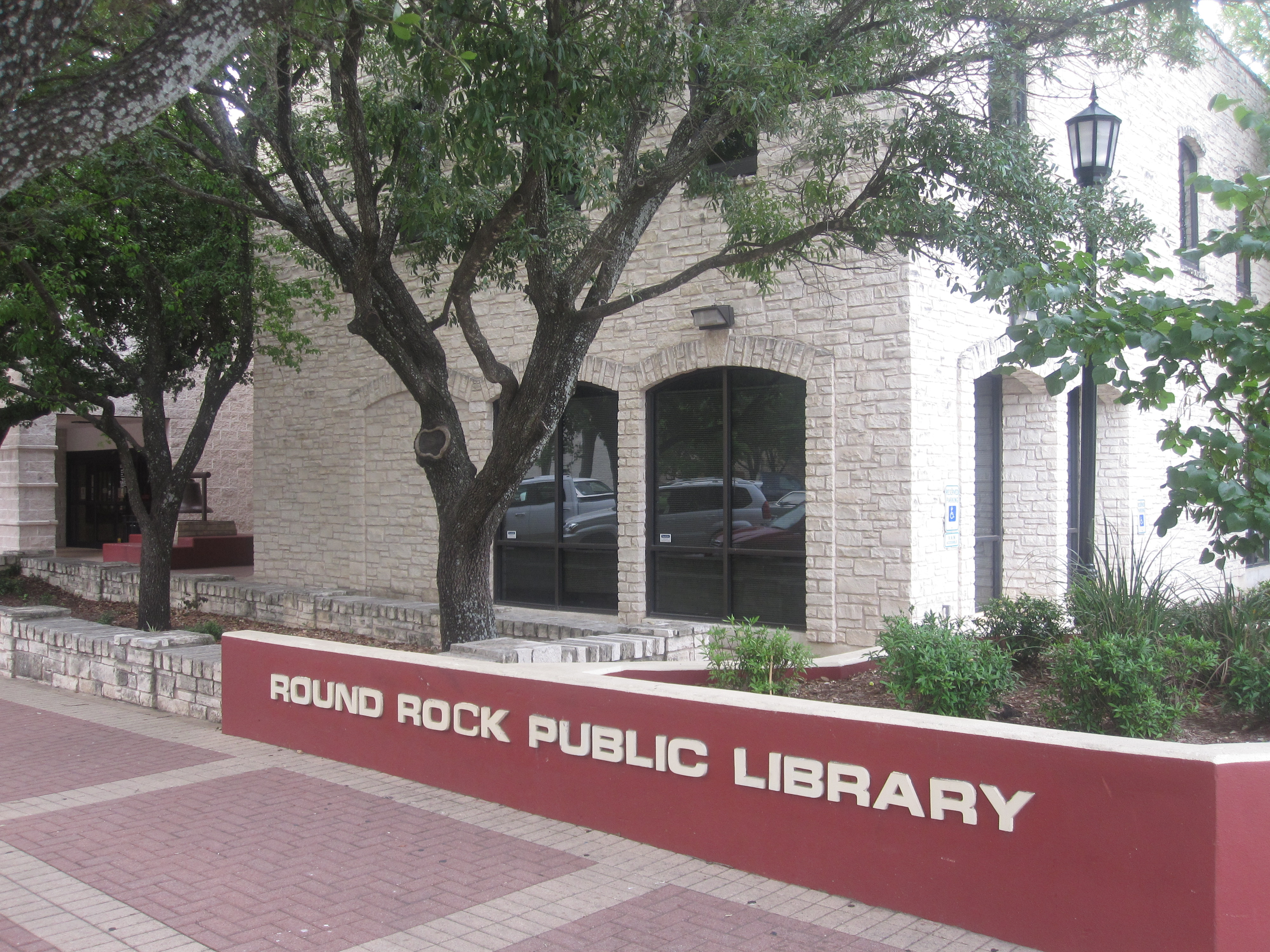
ラウンドロック公共図書館

ラウンドロックはオースティンの北30キロメートル、ジョージタウンの南16キロメートルにある。標高は216メートルである。座標は北緯30度30分54秒 西経97度40分21秒 / 北緯30.51500度 西経97.67250度である。
アメリカ合衆国国勢調査局に拠れば、市域全面積は26.3平方マイル (68.0 km2)、このうち陸地は26.1平方マイル (67.7 km2)、水域は0.1平方マイル (0.3 km2)で水域率は0.50%である。

### 主要高規格道路
- 州間高速道路35号線
- アメリカ国道79号線
- アメリカ国道183号線
- テキサス州道45号線
- テキサス州道130号線
- 183A有料道路

## 人口動態
以下は2000年国勢調査による人口統計データである。
| 基礎データ - 人口: 61,136人 - 世帯数: 21,076世帯 - 家族数: 15,933家族 - 人口密度: 903.0人/km2（2,339.1人/mi2） - 住居数: 21,766軒 - 住居密度: 321.5軒/km2（832.8軒/mi2） 人種別人口構成 - 白人: 76.76% - アフリカン・アメリカン: 7.72% - ネイティブ・アメリカン: 0.50% - アジア人: 2.89% - 太平洋諸島系: 0.10% - その他の人種: 9.47% - 混血: 2.56% - ヒスパニック・ラテン系: 22.10% | 年齢別人口構成 - 18歳未満: 31.9% - 18-24歳: 8.5% - 25-44歳: 38.8% - 45-64歳: 16.3% - 65歳以上: 4.5% - 年齢の中央値: 30歳 - 性比（女性100人あたり男性の人口） - 総人口: 99.1 - 18歳以上: 96.3 世帯と家族（対世帯数） - 18歳未満の子供がいる: 47.5% - 結婚・同居している夫婦: 60.5% - 未婚・離婚・死別女性が世帯主: 11.0% - 非家族世帯: 24.4% - 単身世帯: 18.1% - 65歳以上の老人1人暮らし: 3.0% - 平均構成人数 - 世帯: 2.87人 - 家族: 3.29人 - 住宅取得価格中央値:150,322米ドル（2006年） |

## 政治

### 市政府
ラウンドロック市は市政委員会・シティマネジャー方式を採用している。市政委員会は6人の委員と1人の市長で構成されている。委員と市長は全て全市を選挙区に選出され、地理的な地区によらず全市を対象に治めている。市長代理が毎年市政委員会によって指名されている。市政委員は常勤ではない。市政委員会は常勤のシティマネジャーを指名し、シティマネジャーが市の日常の事態を管理している。市政委員会の会合は中心街のメインストリート東221で、特に指示の無い限り毎月第2および第4火曜日の午後7時に開会されている。会議の模様はテレビで放映されている。

### 郡政府
コミッショナーズ・コートがウィリアムソン郡に関わる政治と管理の主体である。5人の委員で構成されている。郡判事がコートの議長を務め、郡内全ての有権者から4年毎に選ばれている。4人のコミッショナーは4年ごとに地区当たり1人ずつが選出される。ラウンドロック市の大半が第1地区に入っているが、4つの地区はどれも市内にその一部がある。

### 州と連邦議会
テキサス州議会では、上院の第5および下院の第52選挙区に属している。連邦議会下院ではテキサス州第31および第10選挙区に属している。2010年時点で州議会下院議員以外すべて共和党議員が務めている。

### その他の政治的小区分
通常「MUD」と呼ばれる都市公共事業地区がラウンドロックで重要な役割を果たしている。都市公共事業地区は上水、下水、雨水、また時として道路、公園、家庭ゴミ、その他のインフラやサービスなど公共事業を地区の住民に提供する特定目的を持った地区である。通常市が公共事業を提供できないときに施設や道路を設置する手段として、居住開発者によって形成される。開発者は時間を掛けて課された料金から資金を回収する。基本インフラの費用が回収されると、ある時点でその地域は市に併合され、市の税収に組み込まれる。MUDは地区住民の投票で選ばれる理事会によって代表されている。MUDは事業と施設を維持するために土地を収用し、地域を追加し、資産税の代わりに料金を課する権限がある。
ラウンドロック市内には現在10のMUDがある。これらMUDに住む人口は2010年推計で47,648人である。
ラウンドロックで最大の地区は「ブラッシー・クリーク都市公共事業地区」である。この地区は1977年にウィリアムソン郡都市公共事業地区第2号として設立され、広さは725エーカー (2.9 km²) ある。1983年の合併で面積は2,210エーカー (8.8 km²) に拡がった。地区名は1990年8月に「ブラッシー・クリーク都市公共事業地区」に変更された。この地区は公園やレクリエーション、光熱など全ての公共事業、道路保守および持ち家者協会など市のような幅広いサービスを行っている。MUDが提供できるサービスは法律によって制限されている（例えば図書館サービスは提供できない）。
他に類似するが小規模なMUDとして市内ワイオミングスプリングス地域に「ファーンブラフ都市公共事業地区」がある。どちらの都市公共事業地区も地域の統治と基本的公共事業の維持を行う重要な役目がある。
都市公共事業地区理事の選挙には長い間に大変激しい争いがあり、他のMUDの問題に関して熱い議論が戦わされてきた。ラウンドロックは老朽化したインフラの取替や維持費用を負担しないためにMUDを積極的に併合してはいない。

## 経済

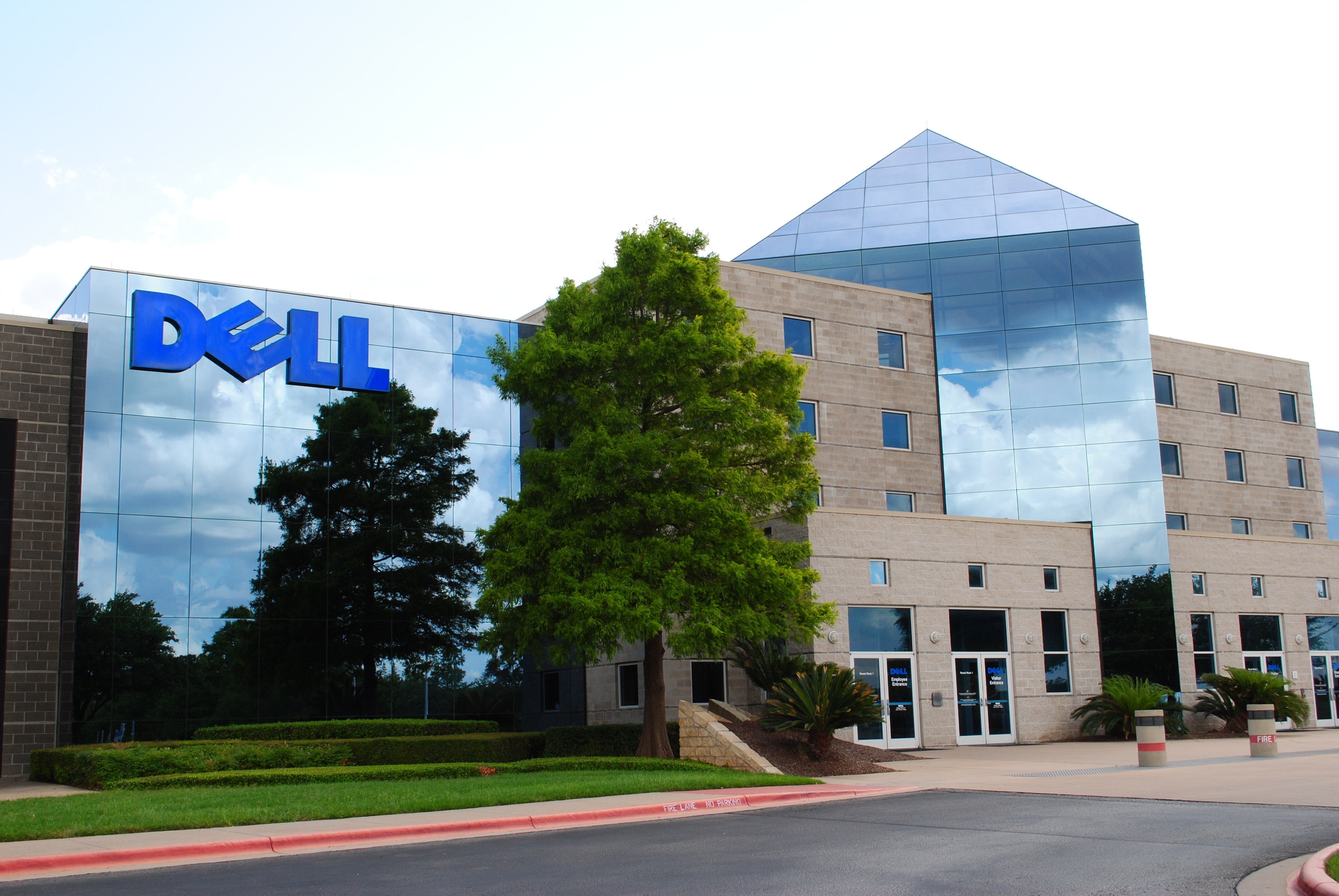
デル本社

ラウンドロック市はテキサス州中部の経済成長のために中心地となるなかで、高い生活品質を維持してきた。市内の産業分野としてはクリーンエネルギー、先進的製造、生命科学、およびコンピュータとソフトウェアの開発である。
主な雇用主としてはトッパン・フォトマスクス、シアーズ・カスタマーケア、イケア、ラウンドロック・プレミアムアウトレット、コミコ・テクノロジー、テキサス州保証学生ローン協同組合、シンタス、ドレッサー、ホスピラ、TECOウェスティングハウス、セリリアント・コーポレーションおよびデルがある。

### デル本社
デルはラウンドロックを本拠地とする多国籍コンピュータと情報技術の会社であり、コンピュータと関連製品・サービスの開発、販売、サポートを行っている。ラウンドロックの事業所では約16,000人を雇用し、世界規模では96,000人を雇用している。テキサス大学の学生だったマイケル・デルが1984年にPC'sリミテッドとして創業したときはオースティンを本拠にしていた。会社が拡大するにつれてかなりのスペースを必要とするようになり、1996年にラウンドロック市がデルと市の間で州内売上げにかかる消費税を50対50で分けるという「チャプター380」協定を提案した。「チャプター380」協定とは、経済開発の目的で消費税を分け合うことを認めるバーノン法にあるチャプターの名前である。テキサス州中部でこの協定が使われたのは初めてであり、州内でも早い部類に属した。1999年時点でラウンドロック市歳出のほぼ半分はデル本社から上がる消費税によるものだった。現在デルは世界でも最大級の技術系会社になっており、フォーチュン500では第38位にランクされている。フォーチュン誌は情報産業分野でデルを称賛される会社の第5位に推している。デルは2008年にクリーンエネルギー計画の一部として、ラウンドロック本社のエネルギー資源をより環境に優しいものに切り替え、電力の60%はTXUエナジーの風力発電所、40%はウエイスト・マネジメントが運転するオースティン・コミュニティ・ランドフィルのガス発電プラントから得ている。

### 商業と小売業
市内最大の商業とオフィスの中心は州道45号線と州間高速道路35号線交差点の北東角にあるラ・フロンテラである。ここは多様な賃貸オフィス、企業本社のための施設、売り場面積100万平方フィート（9万平方メートル）の小売りスペースと幾つかの集合アパート、およびその他小規模小売店と住宅を組み合わせたものである。ここにはウィリアムソン郡で唯一の大型ホテルであるオースティン・ノースマリオットも入っており、小さな重役用会議室もあるが、大型の会議、集会、バンケットのためのスペースもある。これは郡内で初のものであり、ラウンドロック市の経済、商工会議所およびデルにとって重要な要素になっている。ラ・フロンテラにはテキサス州保証学生ローン協同組合も入っている。小売りのセクションはオースティン・ラウンドロック都市圏で2番目におおきな屋外商業施設である。2006年、州間高速道路35号線とハイウェイ1431号線（現在のユニバーシティ・ブールバード）交差点に小売業だけのセンターがオープンした。主要小売店としてはサイモン・プロパティ・グループが運営するプレミアムアウトレット・モールがあり、通り向かいにはイケアがある。また数多い小売店やレストランもある。

## 医療
市内には幅広い分野の病院や広範な医療サービスがある。これら施設の機能の多くはラウンドロックだけでなく、ウィリアムソン郡全体およびオースティン北部も対象にしている。
- セントデイビッド・ラウンドロック医療センターは、1984年にラウンドロック病院として開業した市内最初の総合病院である。営利病院であり、大きなセントデイビスのシステムの一部である[51]。
- テンプル市にあるスコット・アンド・ホワイト記念病院が2008年にラウンドロック市内にサテライト病院を開業させた。ユニバーシティ・ブールバードにある。この施設は総合病院だが、テンプルの本院に患者を搬送することもある。スコット・アンド・ホワイトはテンプルを本拠にする営利病院である。ウィリアムソン郡とトラビス郡に多くの医院を所有している。国内では上位100位以内の病院に格付けされてきた[52]。
- セトン・ウィリアムソン病院は市内最新の病院であり、ユニバーシティ・ブールバードに2009年に開業した。テキサス州立大学のキャンパスに隣接しており、他に2010年秋開校予定のオースティン・コミュニティ・カレッジのキャンパスやテキサスA&M健康科学センター・ラウンドロックキャンパスにも近い。この施設は現在拡張スペースを計画に先行させて建設中である[53]。セトン・ウィリアムソンは非営利企業であり、ドーターズ・オブ・チャリティ・オブ・セントビンセント・ド・ポールに属している。
- 最近ラウンドロック市の医療分野に参入してきたのが2009年12月にオープンしたテキサスA&M健康科学センターである。床面積25万平方フィート（2万平方メートル）の建物は、近いうちに建設される17棟の最初のものである。この建物には管理事務所、教室、および33,000平方フィート (3,000 m²) のローンスター・サークル・オブ・ケア・クリニックを収めており、健康管理の学生が訓練される[54]。
- 2010年遅くにはテキサス州立大学ラウンドロック・キャンパス内に看護学校がオープンする予定である。
- ローンスター・サークル・オブ・ケアは助成金に基づく組織であり、ウィリアムソン郡と周辺地域の無保険および被保険の人々に健康上の需要を満たすことを目的にしている。2001年1月にジョージタウンにある1つの医院から始まり、現在ではテキサス州中部に18の医院を擁するものに拡がってきた。2009年には医療が行き届かない成人と子供13万人に訪問医療を行った。助成金はスコット・アンド・ホワイト基金、セトン基金、マイケル・アンド・スーザン・デル基金、ジョージタウン健康基金、セントデイビッド基金など多くのところから出ている[55]。2010年5月、病院を経営するセトン家が小児医療のために300万ドルの助成金を寄付した[56]。テキサスA&M健康サービスセンターもローンスター・サークル・オブ・ケアの動きに参加しており、その現存する建物内に33,000平方フィート (3,000 m²) のクリニックが2009年12月にオープンした[57]。

## 交通

### 有料道路

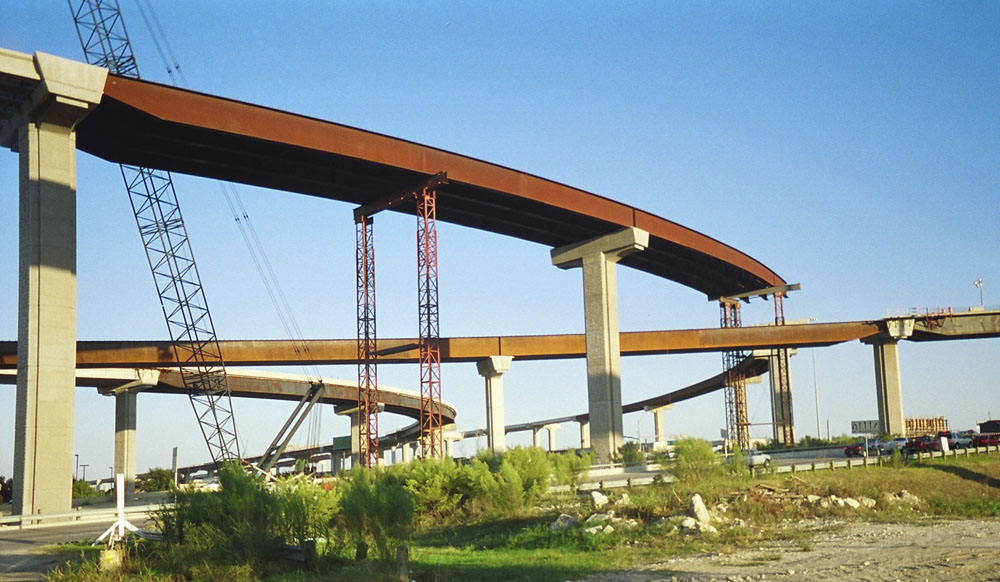
州間高速道路35号線と州道45号線のインターチェンジ、2004年完工

2006年11月、中央テキサス地域交通局が、地域初の有料道路システムの第1区間を開通させた。テキサス州道130号線と同45号線もラウンドロック市内に有料区間があり、市内の可動性を著しく増したが、運転者に対する高い利用料金については地域から強い反対があった。州道130号線はオースティン・バーグストロム国際空港の直ぐ南でアメリカ国道183号線と、ジョージタウンの北で州間高速道路35号線と接続しており、ラウンドロック市の最東部を通っている。ラウンドロック市民は片道約6ドルでオースティンの空港に行くことができる。この計画が完成するとサンアントニオの東北東48キロメートルにあるセギーン市の直ぐ東で州間高速道路10号線に接続して、州間高速道路35号線と平行する道路を生み出すことになる。
州道45号線はシーダーパーク市のアメリカ国道183号線から東に向かい、ラウンドロック市の東にあるフルーガービル市で州道130号線に接続し、有料の130号線と合流して、オースティンの南にあるブーダ近くで州道45号線の南区間と交差する円周状道路である。ラウンドロック市の南部全体を通っている。ラウンドロック市とオースティンの間をさらに迅速に結ぶことができ、以前は州間高速道路35号線にあった渋滞を緩和している。この計画には州道環状1号線（地元ではモーパック・イクスプレスウェイと呼ばれている）の有料延伸区間も含んでおり、州間高速道路35号線から環状1号線まで地上部分によらず高架で直接接続できる。この有料道路はデル本社やその従業員にも便利なものである。2つの有料道路は積極的なやり方でラウンドロック市内の可動性を著しく改善している。
ラウンドロック市はテキサス州交通部に常に働きかけて、州道45号線の計画初期段階で最優先プロジェクトにすること、通行権の買収およびその他の援助について大きな役割を担ってきた。当時ラウンドロック市のシティマネジャー、ロバート・L・"ボブ"・ベネットが市の計画を監督した。ベネットは現在引退しているが、2003年にウィリアムソン郡から中央テキサス地域交通局理事会の設立メンバー指名を受けた。元ウィリアムソン郡コミッショナー（また元ラウンドロック市市政委員）のマイク・ヘリゲンスタインが現在中央テキサス地域交通局の執行理事である。

## 教育

### 公共教育
テキサス州教育機関認定の教育学区であるラウンドロック独立教育学区は、ウィリアムソン郡南部とトラビス郡北西部を管轄しており、ラウンドロック市全体とオースティン市とシーダーパーク市の一部を含んでいる。この地域の広さは110平方マイル (285平方キロメートル) あり、ハイテク製造業、都市小売業センター、郊外地区および農業と牧場の用地に拡がっている。2009年から2010年の学校年度で、およそ43,000人の児童・生徒が4つの高校、9つの中学校、30の小学校、1つの9年生センターおよび2つのオルタナティブ教育センターに通っている。
過去5年間で児童・生徒の数は14%近く増加し、入学者数は毎年1,200人以上増加し続けている。2010年8月、新たに5番目の高校を開校し、9年生センターは中学と地区31番目の小学校に転換され、ストーンオーク小地区を開設する。地区の平均生徒教師比率は14.7である。7年生から12年生の年間落伍率は1.1%であり、校を卒業する生徒の77%は大学進学適性試験かアメリカン・カレッジ・テストを受験し、全国平均よりかなり高い成績を残している。市の資産税率は全国平均よりかなり高いが、学校の成績は投資された税金を反映している。
- 児童・生徒総数: 43,010人（2009年秋）
- 使用される言語の数: 73言語
- 平均児童教師比率: 14.7
- 大学進学適性試験平均点: 1,642点 （州平均は1,463点）
- アメリカン・カレッジ・テスト平均点: 24.0 （州平均は 20.8）[5]

2010年7月30日付け年報では、ラウンドロック独立教育学区内の25の学校に対して最高レベルの「模範的」と評価し、テキサス州中央部の郊外型教育学区の中では最高の学校数となった。2010年、この教育学区は全体としてテキサス州教育機関から、「学術的に認定」に位置付けられ、2009年の「学術的に受容」よりも1ランク上がった。

### カレッジと大学

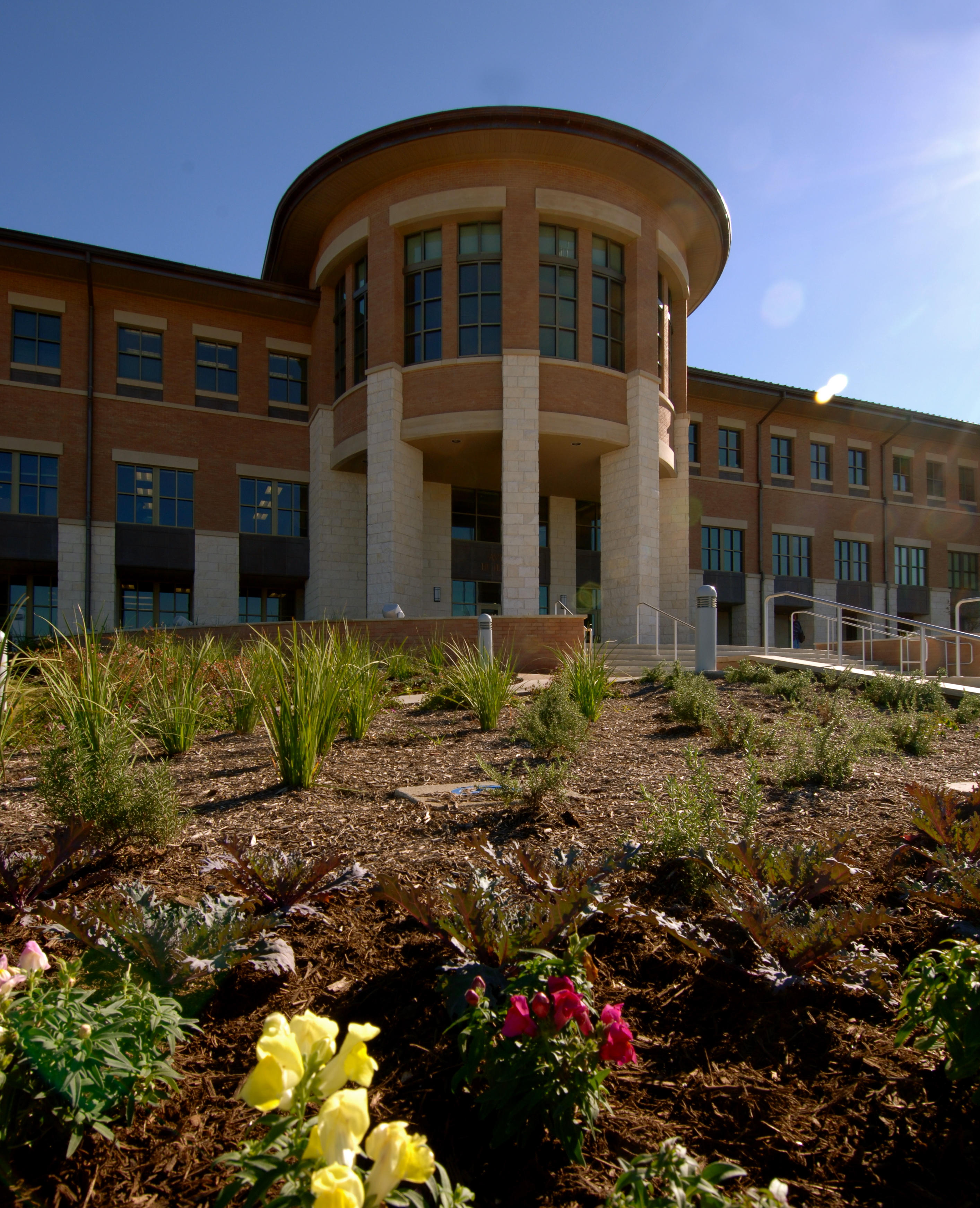
ラウンドロック高等教育センターのアベリー・ビル

市内では多くの高等教育を受ける機会がある。1990年代、当時シティマネジャーのボブ・ベネット、企画監督ジョー・バイニングおよび市民マイク・スウェイズの指導で、ラウンドロック高等教育センターの設立を企画し、監督した。その概念はカレッジや大学が合同で教育、訓練を施し、時間限定および全日制で学位を得る機会を提供するという方向で実現した。センターは町周辺の様々な空室施設を利用し、その当初訓練プログラムは特殊化した需要のあるデルのような地元会社で働くために学生の教育を支援することを目的としている。2008年、教育キャンパスと最初のビルであるアベリー・ビルが、テキサス州立大学サンマルコス校、オースティン・コミュニティ・カレッジおよびテンプル大学の協同でオープンした。これは幅広い教育機会、特殊化された訓練および修士号など様々な程度のプログラムを提供するためである。2009年末までに1,700人の学生がこのプログラムに入学した。テキサス州立大学がこの動きに指導的な役割を果たし、施設と追加されるビルのための100エーカー (0.4 km²) の土地はセンター周辺の土地に昔から入植していたアベリー家が寄付した。第2の公社ビルのための計画と設計が進行中である。
市内には2009年12月9日にオープンしたテキサスA&M健康科学センター・ラウンドロックキャンパスがある。このキャンパスは今後追加される72のビルを建てられるように設計されている。資金は2年ごとにテキサス州議会が手当てする。
2010年8月23日、オースティン・コミュニティ・カレッジのシステムの中で最大のキャンパスがテキサス州立大学センターに隣接してオープンした。オースティン・コミュニティ・カレッジは総面積25万平方フィート（2万平方メートル）の5つのビルを建設しており、その第1段階で5,000人の学生を収容する。3つのキャンパス全てが急成長するアベリーファームズ開発地の中で互いに隣接しており、この特別地域はラウンドロックの「高等教育地区」と呼ばれている。
さらに新しい高等教育機関としてテキサス州立大学にセントデイビス看護学校が開校される予定であり、その建設が進行中である。州立大学の健康専門カレッジの中に入る予定である。このカレッジが提案するプログラムは、健康情報管理、健康サービス研究、および理学療法である。

## スポーツ
マイナーリーグベースボールAAAパシフィックコーストリーグのラウンドロック・エクスプレスがラウンドロックを本拠地にしている。野球の殿堂入りしたノーラン・ライアンの息子リード・ライアンが設立し、RSRスポーツが所有している。2010年8月時点で、ノーラン・ライアンはメジャーのテキサス・レンジャーズの新しいオーナーにもなっている。ラウンドロック市が所有しRSRスポーツに運営と管理を長期契約で委ねたザ・デル・ダイアモンド球場でホームゲームを行っている。
またラグビーユニオンのメジャーリーグラグビー、オースティン・ギルグロニスもラウンドロックを本拠地にしている。
2007年には無料の公共スケート公園がオープンされた。この公園はガッティス・スクール道路沿いクレイ・マドセン・レクリエーションセンターの背後にある。
ラウンドロック市は「テキサス州のスポーツ首都」を標榜している。市内のオールドセトラーズ公園は専門家が設計したディスクゴルフ・コース、クリケット、20面の野球場、5面のソフトボール場、および7面のサッカー場があり、さらにロッキン川家族水上センターもある。

## 著名な出身者と住人

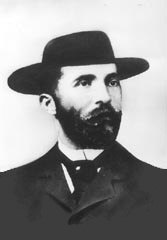
ソーピー・スミス、1898年撮影

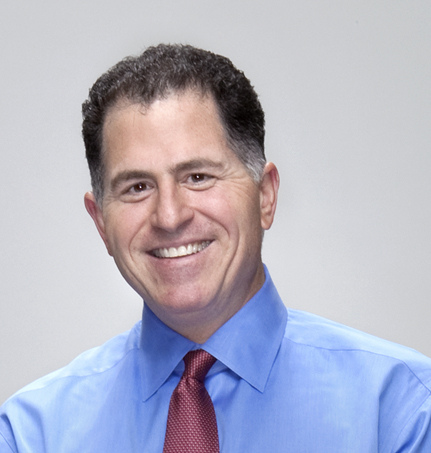
マイケル・ソール・デル、デル・コンピュータの創立者かつ、社長、CEOとしてラウンドロック市経済に大きな影響を与えた

- ソーピー・スミス（ジェファーソン・ランドルフ・"ソーピー"・スミス2世、1860年11月2日-1898年7月8日）[76] - 1879年から1898年まで組織犯罪に手腕を発揮した詐欺師でギャング。ラウンドロックでの青年時代に無法者サム・バースの射撃戦を目撃した。スミス自身もアラスカ州ジュノーの桟橋での有名な射撃戦で殺された。古き西部時代の中で最も有名な詐欺師である[77][78]。
- バーベット（1899年12月19日-1973年8月5日、出生死没共にラウンドロック） - 世界的に有名な物まね役者。生まれた時はバンダー・クライド、後にバンダー・クライド・ブロードウェイと名乗った[79]が、その芸名の方が良く知られている。1933年のドイツ映画『ビクターとビクトリア』にヒントを与えたと信じられている。この映画は女性の物まね役者の振りをする女性に関するもので、芸の最後で小道具の鬘を取るシーンがあり、バーベットのお家芸から採られている[80]。『ビクターとビクトリア』は1957年にもリメイクされた。さらに1992年のブロードウェイ・ミュージカル映画『ビクター/ビクトリア』にヒントを与え、ジュリー・アンドリュースが主演、アンドリュースの夫のブレイク・エドワーズが監督をした[81]。

- マイケル・ソール・デル - アメリカ実業界の大立て者、デル・コンピュータの創立者かつ、社長、CEO。テキサス大学オースティン校の学生であるときに、ドービーセンター住宅ビルの2713号室でコンピュータをアップグレードすることにより非公式に事業を始めた。テキサス州との契約者免許に応募し、コンピュータ店の経費も持たないままに契約を取った[82][83][84]。27歳になった1992年までにフォーチュン500社番付に載った会社の最も若いCEOになった[85]。現在その資産は135億ドルと見積もられ、世界でも最大級の金持ちになっている[86]。1999年に著した『Direct from Dell: Strategies That Revolutionized an Industry』ではその生い立ち、会社の設立と成長、失敗、さらに学んだ教訓を記している。この本はキャサリーン・フレッドマンとの共著である[87]。ラウンドロック市の住人ではないが、市内で働き、デルの従業員やデル基金を通じて疑いもなく地域社会に大きな影響を与えている。